# Абдулла Авлоні
Абдулла́ Авлоні (узб. Abdulla Avloniy; 12 (24) липня 1874, Ташкент, Російська імперія — 25 серпня 1934, Ташкент, Узбецька РСР) — узбецький письменник, який писав для дітей, драматург, просвітитель і педагог, що багато зробив для розвитку узбецької школи сучасного типу.

## Біографія
Абдулла Авлоні народився 12 липня 1874 року в Ташкенті. Навчався у школі при медресе.
Був одним з лідерів джадитського руху, який наприкінці XIX століття поширилося в середовищі російських мусульман. Абдулла Авлоні був одним із зачинателів створення новометодних шкіл для узбецьких дітей. Писав підручники та посібники для цих шкіл.
У 1907 Авлоні році видавав узбецькою мовою газету «Шухрат».
У радянський період був одним з активних діячів освіти в Узбекистані: викладав, писав книги і п'єси для узбецького театру.
Після організації у Ташкенті університету на організованому в цьому навчальному закладі «робітничому факультеті» («робфак») відразу було набрано групу з навчанням узбецькою мовою (так звану «тюркську»), у якій займалося 20 осіб. А. Авлоні разом з рештою узбецьких просвітителів там викладав.
Абдулла Авлоні помер 25 серпня 1934 року в Ташкенті і похований на Боткінському кладовищі.

## Видання творів і вшанування
Видання творів А. Авлоні:
- Avloniy. «Toshkent tonggi». Тш., 1978
- Avloniy. Oʻson millat. Тш., 1993
- Avloniy. Turkiy guliston yohud axloq. Тш., 1992
- Avloniy. Afgʻon sayohati. Kundaliklar. «Sharq yulduzi», 1990, 7-son
- Milliy uygʻonish. Тш., 1993
- Avloniy, Tanlangan asarlar, Ikki tomlik, «Maʼnaviyat»., Тш., 1998 y

У Ташкенті в одній з квартир багатоповерхівки у районі метро «Хамід Олімджан» існує меморіальна кімната Абдулли Авлоні, в яку вона переїхала після зламу будинку, у якому жив Авлоні в районі Госпітального базару, і в якому меморіальна квартира містилася раніше.